# Вальтерсвіль (Золотурн)
Вальтерсвіль (нім. Walterswil SO) — громада  в Швейцарії в кантоні Золотурн, округ Ольтен.

## Географія
Громада розташована на відстані близько 60 км на північний схід від Берна, 35 км на схід від Золотурна.
Вальтерсвіль має площу 4,5 км², з яких на 10,7% дозволяється будівництво (житлове та будівництво доріг), 53% використовуються в сільськогосподарських цілях, 35,9% зайнято лісами, 0,4% не є продуктивними (річки, льодовики або гори).

## Демографія
2019 року в громаді мешкало 724 особи (+1% порівняно з 2010 роком), іноземців було 10,8%. Густота населення становила 162 осіб/км².
За віковим діапазоном населення розподілялося таким чином: 18% — особи молодші 20 років, 61,9% — особи у віці 20—64 років, 20,2% — особи у віці 65 років та старші. Було 309 помешкань (у середньому 2,3 особи в помешканні).
Із загальної кількості 171 працюючого 34 було зайнятих в первинному секторі, 10 — в обробній промисловості, 127 — в галузі послуг.